# 트리스트램 코핀
트리스트램 코핀(Tris Coffin, 1909년 8월 13일 ~ 1990년 3월 26일)은 미국의 배우, 텔레비전 배우, 영화 배우이다.

## 영화
- 맨발의 경영자 (1971년)
- 배트맨 - 66년 TV 시리즈 (1966년)
- 이웃 만들기 (1964년)
- 선셋 77번가 (1958년)
- 회색 양복을 입은 사나이 (1956년)
- 클라이막스! (1954년)
- 라틴 러버스 (1953년)
- 소 디스 이즈 러브 (1953년)
- 에디 캔터 스토리 (1953년)
- 아이 러브 멜빈 (1953년)
- 슈퍼맨 - 53년작 단편 (1953년)
- 삼총사의 아들 (1952년)
- 왈가닥 루시 (1951년)
- 로스트 플래닛 에어멘 (1951년)
- 레이더 패트롤 대 스파이 킹 (1949년)
- 연방요원 대 언더월드 주식회사 (1949년)
- 마천루 (1949년)
- 론 레인저 - 49년 시리즈 (1949년)
- 킹 오브 더 로켓 맨 (1949년)
- 마이 드림 이즈 유어스 (1949년)
- 로맨스 온 더 하이 시스 (1948년)
- 포제스트 (1947년)
- 투 가이스 프럼 밀워키 (1946년)
- 데이 멧 인 봄베이 (1941년)
- 딕 트레이시스 G-멘 (1939년)